# Annals of the Royal Botanic Garden. Calcutta
Annals of the Royal Botanic Garden. Calcutta, (abreujat Ann. Roy. Bot. Gard. (Calcutta)), és una revista amb il·lustracions i descripcions botàniques que és editada a Calcuta des de l'any 1887.